# Papp Csilla
Papp Csilla (Debrecen, 1976. január 2. –) magyar írónő, cégvezető.

## Életrajza
Debrecenben a Kossuth Lajos Tudományegyetem Bölcsész Karán végzett 2001-ben, jelenleg is Debrecenben él. 2011 óta az Alföld Televízió és a Hajdupress hírportál vezetőjeként dolgozik.
 Optimista személyiség vagyok és nyitott a spiritualitás befogadására. Hiszem, ha önmagunkkal „rendben vagyunk”, akkor az hatással van a környezetünkre. A pozitív gondolkodásmódomnak az írásaimban is hangot adok. Mindezt humorral fűszerezve teszem, mert ezt tartom a másik legfontosabb dolognak az életben.
Gyermekkora óta verseket és novellákat ír. 2015-ben jelent meg első regénye A mások oldalról címmel, mely komoly társadalmi problémákat is feszeget: nők bántalmazása, válás, haláleset feldolgozása, mindezt azonban könnyed, szórakoztató stílusban. A regény folytatása 2016-ban jelent meg A másik oldalról 2. Azon is túl címmel, melyben választ kaphattunk az előző részben nyitva hagyott helyzetekre. 2019 januárjában jelent meg a Szerelem újraírva című regénye, majd 2020-ban a HA/MAR, 2021-ben a Minden életemben szerettelek könyvei. A regényeiben fontos szerepet kap az önismeret és a lelki fejlődési utak bemutatása, sok esetben spirituális nézetekkel fűszerezve. A Minden életemben szerettelek kötetben a lélekvándorlás témája került fókuszba, ennek kapcsán számos történelmi korszak és esemény is bemutatásra került, melyet minden esetben a hitelesség jellemez. Az írónő a történeteit a civil munkája mellett írja. Regényei az Álomgyár Kiadó gondozásában jelentek meg.
Az Alföld televízióban Könyvespolc.On címmel egyedi könyvekkel kapcsolatos magazinműsort szerkesztett és vezetett. 

## Eddig megjelent művei

### Antológia
- Rím(r)ügyek PC Poéták antológia 2. rész – (2009 - BG71 Kiadó)
- Léleklenyomat PC Poéták antológia 3. rész – (2010 - BG71 Kiadó)

### Regény
- A másik oldalról – (2017 - Álomgyár Kiadó)
- A másik oldalról 2. - Azon is túl – (2016 - Álomgyár Kiadó)
- Szerelem újraírva - (2019 - Álomgyár Kiadó)
- HA/MAR (2020 - Álomgyár Kiadó)
- Minden életemben szerettelek (2021 - Álomgyár Kiadó)

## Díjak, jelölések
- Aranykönyv jelölés (2017)[1]